# Ulrich Wegmann
Ulrich Wegmann (Burgdorf, 12 augustus 1946) is een Zwitsers voormalig voetballer die speelde als verdediger.

## Carrière
Wegmann speelde tussen 1968 en 1978 voor Servette Genève en won in 1971 en 1978 de beker. Hij speelde nadien nog kort voor Étoile Carouge.
Hij speelde vijf interlands voor Zwitserland waarin hij niet kon scoren.

## Erelijst
Servette Genève
- Zwitserse voetbalbeker: 1971, 1978